# パーラ・ヘイニー＝ジャーディン
パーラ・ヘイニー＝ジャーディン（Perla Haney-Jardine, 1997年7月17日 - ）は、アメリカ合衆国の女優。

## 私生活
ブラジルのリオデジャネイロ市で生まれる。映画にデビューする以前はコマーシャルに出演していた。現在はノースカロライナ州アシュビルで家族と暮らしている。父はベネズエラ生まれの映画監督のChusy Haney-Jardine、母はプロデューサーのジェニファー・マクドナルドである。弟が一人いる。

## キャリア
2004年に『キル・ビル Vol.2』で、主人公ブライドの娘のB.B.役で映画デビューする。2005年には『ダーク・ウォーター』でジェニファー・コネリーと共演し、2008年には『ブラックサイト』でダイアン・レインの娘役を演じる。

## フィルモグラフィ
| 年   | 映画                             | 役名                        | 備考     |
| ---- | -------------------------------- | --------------------------- | -------- |
| 2004 | キル・ビル Vol.2 Kill Bill Vol 2 | B.B.                        |          |
| 2005 | ダーク・ウォーター Dark Water    | Natasha Rimsky/Young Dahlia |          |
| 2007 | スパイダーマン3 Spider-Man 3     | ペニー・マルコ              |          |
| 2008 | Anywhere, U.S.A.                 | Pearl                       |          |
| 2008 | ブラックサイト Untraceable       | アニー・ヘイスキンス        |          |
| 2008 | Genova                           | Mary                        |          |
| 2009 | Save the Future                  | Laduree                     | 声の出演 |
| 2011 | Future Weather                   |                             |          |
| 2015 | スティーブ・ジョブズ Steve Jobs  | リサ・ブレナン（19歳）      |          |